# Зарецкий, Юрий Петрович
Ю́рий Петро́вич Заре́цкий (род. 1 октября 1953) — российский историк-медиевист, специалист по культуре Средневековья и раннего Нового времени. Доктор исторических наук (2006), профессор Высшей школы экономики (Москва), где трудится с 2004 года, а также профессор Центра визуальной антропологии и эгоистории РГГУ.

## Биография
Вспоминал, что будучи советским школьником: «Я и мои друзья были „западниками“. Мы не только слушали американский рок (английский, конечно, тоже), но и интересовались всем, что связано с рок-культурой и с жизнью страны, откуда она к нам несмотря на всякого рода препятствия проникала».
Окончил как учитель истории, обществоведения и английского языка Ростовский-на-Дону государственный педагогический институт (1976). Проходил военную службу в ГДР. Кандидат исторических наук (1993), диссертация «Ренессансная автобиография и самосознание личности: Эней Сильвий Пикколомини (Пий II)», — аспирантура в Институте всеобщей истории РАН. Доцент (1997). Доктор исторических наук (2006), дисс. «Индивид в европейских автобиографиях: от Средних веков к Новому времени» (Российский государственный гуманитарный университет). В 1990-е гг. являлся сотрудником Таганрогского института имени А. П. Чехова, работал на кафедре истории России исторического факультета, подготовил там немало учеников.
Очень важный для меня поворот произошел где-то в середине 90-х годов. Я совершенно неожиданно для себя оказался в Беркли на историческом факультете. Я ходил на конференции, лекции, семинары, читал книги и журналы в библиотеке и вдруг осознал, что это совершенно другой мир, совершенно другой подход к изучению прошлого, причем часто использующий незнакомый мне понятийный аппарат. Это был своего рода кризис. Потом знакомство с другим миром истории продолжилось во время моих довольно длительных пребываний в других научных, образовательных центрах, участием в международных проектах. И я увидел, насколько он разнообразен, как по-разному можно подходить к процессу производства исторического знания и, главное, как оно изменилось с XIX века. И еще я остро осознал ту оторванность нашей гуманитарной науки от мировой, которая существовала в советское время, и которая во многом по-прежнему существует.
Являлся заместителем директора Центра визуальной антропологии и эгоистории Российского государственного гуманитарного университета. Ныне профессор школы философии и культурологии факультета гуманитарных наук Высшей школы экономики. Испытал влияние Мишеля Фуко.
Вспоминал, что своим собственным интересом к антропологии изначально во многом был обязан А. Я. Гуревичу. «Арон Яковлевич Гуревич был тем человеком, который во многом определил мою сферу деятельности еще в студенческие годы».
Отмечал, что ему «близок социальный конструктивизм, большое влияние на меня оказали откровения Фуко».

## Основные работы
Автор книг «Ренессансная автобиография и самосознание личности: Энеа Сильвио Пикколомини» (2000), «Автобиографические „Я“ от Августина до Аввакума: очерки истории самосознания европейского индивида» (2002), «Индивид в европейских автобиографиях: от Средних веков к Новому времени» (2011), «Стратегии понимания прошлого: теория, история, историография» (2011).
Автор статей Православной энциклопедии.
Работы
- Автобиографические «Я» от Августина до Аввакума (очерки истории самосознания европейского индивида. — М: ИВИ РАН, 2002. — 323 с.
- Зачем писать это? : (послание римского папы турецкому султану). — М.: ГУ ВШЭ, 2007. — 25 с.
- Стратегии понимания прошлого: теория, история, историография. — М.: Новое литературное обозрение, 2011. {Рец.: Ольга Балла-Гертман, М. А. Юсим}
- История и историки в Московском университете XVIII века: пастор Виганд. — М.: Изд. дом Высш. шк. экономики, 2017.

## Цитаты
- …едва ли следует, что историки так уж бесполезны для переустройства современного общества. Они могут, по крайней мере, упрямо, с надоедливыми подробностями и повторами рассказывать своим читателям о том, как создаются фантомы прошлого, как они использовались для достижения конкретных политических целей раньше и как используются сейчас.[8]
- Антропология давала смутную надежду на то, что практикуемые в ней подходы к изучению «первобытного общества» можно перенести и на Европу Средних веков и раннего Нового времени.[5]
- Эпистемологические вопросы важны и нужны – иначе историк превратится в рассказывателя нравоучительных рассказов, как это уже было давным-давно.
- Очень, мне кажется, интересно, что между серединой XVIII и XX веков есть много параллелей.
- Шлёцер, которого у нас почти забыли, превратив в пугало «норманнской теории», говорил, что у историка нет родины. Он считал, что критическая мысль для ученого важнее патриотических чувств. Если признать, что критическая мысль составляет основу научного подхода, то я сторонник Шлёцера. Если же говорить о русской историографии, то Павел Николаевич Милюков еще в конце позапрошлого века выделил в ней два направления: критическое (это Шлёцер, в меньшей степени Миллер) и панегирическое (Ломоносов). И вот у нас, если следовать Милюкову, панегирическое направление оказалось необычайно живучим. В XX веке пришла советская власть, и стало доминировать марксистское, смешавшись с панегирическим. Это, конечно, очень схематично и приблизительно...